# Marazanae
Marazanae (łac. Diocesis Marazanensis) – stolica historycznej diecezji w Cesarstwie Rzymskim, w prowincji Byzacena (współcześnie w Tunezji). Od 1933 katolickie biskupstwo tytularne. Od 2020 stolicę tę obejmuje Krzysztof Chudzio, biskup pomocniczy przemyski

## Biskupi tytularni
| Lp. | Biskup                         | Funkcja                                       | Od                   | Do                   |
| --- | ------------------------------ | --------------------------------------------- | -------------------- | -------------------- |
| 1   | George Henry Guilfoyle         | biskup pomocniczy Nowego Jorku                | 17 października 1964 | 2 stycznia 1968      |
| 2   | Isidor Markus Emanuel          | emerytowany biskup Spiry                      | 10 lutego 1968       | 30 listopada 1970    |
| 3   | Juan María Uriarte Goiricelaya | biskup pomocniczy Bilbao                      | 17 września 1976     | 17 października 1991 |
| 4   | Henry Mansell                  | biskup pomocniczy Nowego Jorku                | 24 listopada 1992    | 18 kwietnia 1995     |
| 5   | David Dias Pimentel            | biskup pomocniczy Belo Horizonte              | 11 grudnia 1996      | 7 lutego 2001        |
| 6   | Plínio José Luz da Silva       | biskup pomocniczy Fortaleza                   | 13 czerwca 2001      | 26 listopada 2003    |
| 7   | György Udvardy                 | biskup pomocniczy ostrzyhomsko-budapeszteński | 24 stycznia 2004     | 9 kwietnia 2011      |
| 8   | Alberto Rojas                  | biskup pomocniczy Chicago                     | 13 czerwca 2011      | 2 grudnia 2019       |
| 9   | Krzysztof Chudzio              | biskup pomocniczy przemyski                   | 3 kwietnia 2020      |                      |